# MediaTek
МедіаТек (англ. MediaTek Inc.) — тайваньська безфабрична компанія з виробництва напівпровідників, яка займається розробкою складових для бездротового зв'язку, оптичних систем зберігання даних, GPS, HDTV, DVD.
Заснована 28 травня 1997. Штаб-квартира компанії знаходиться в Індустріальному та науковому парку Синьчжу (Тайвань), інші підрозділи розміщені в Китаї, Данії, ОАЕ, Індії, Японії, Південній Кореї, Сингапурі, Великій Британії, США і Швеції.

## Діяльність
Є найбільшим тайванським розробником мікроелектронних чипів для бездротового зв'язку та цифрових мультимедійних пристроїв. Займається розробкою систем на кристалі для: зв'язку, HDTV, цифрового телебачення, DVD, GPS, Blu-ray, смартфонів.
Створена як підрозділ United Microelectronics Corporation (UMC, один з Тайваньських виробників мікросхем) і на початку займалася розробкою чипів для домашніх розважальних продуктів. 28 травня 1997 року була виведена зі складу UMC. Вийшла на біржу Taiwan Stock Exchange (TSEC) під номером «2454» 23 червня 2001 року.
Стала четвертою серед найбільших безфабричних (fabless) компаній у світі (інші — Qualcomm, Broadcom, AMD) і другою серед компаній розробників чипсетів для мобільних телефонів (перша Qualcomm).
Згідно звіту IC Insights' McClean Report (May 2009), є однією з 20 найбільших напівпровідникових компаній у світі (за об'ємом продажів).
У 2011 об'єдналась з Ralink Technology Corporation.
22 червня 2012 оголошено про початок поглинання компанії Mstar Semiconductor, Inc.
На початку 2020 розширила лінійку ігрових чипсетів, перший представник якої, Helio G90, використовувався в складі досить популярного смартфона Redmi Note 8 Pro. Потім компанія підготувала до випуску більш доступний ігровий чипсет Helio G80 який використовувався у realme 6i. 26 травня Redmi представила перший у світі смартфон на платформі MediaTek Dimensity 820. Ним виявився Redmi 10X 5G.

## Список продуктів

### Модеми
| Модельний номер     | твн   | Бездротові радіотехнології                                 | Сумісний з     | Випущено       |
| ------------------- | ----- | ---------------------------------------------------------- | -------------- | -------------- |
| MT6280              |       | DC-HSPA+, W-CDMA, TD-SCDMA, EDGE and GSM/GPRS              | MT2523         |                |
| MT6290              | 28 нм | LTE R9 (4G), DC-HSPA+, W-CDMA, TD-SCDMA, EDGE and GSM/GPRS | MT6592, MT6582 | 1 квартал 2014 |
| Helio M70 5G MT6297 | 7 нм  | 5G NR Sub-6 GHz, 5G NR mmWave, LTE                         |                | 1 квартал 2020 |

### Модулі GNSS
Модулі супутникової системи навігації (GNSS).
- MT6628 (GPS) WLAN 802.11b/g/n, WIFI Direct, Bluetooth 4.0 LE, GPS/QZSS, FM
- MT6620 (GPS)
- MT3339 (2011) (GPS, QZSS, SBAS)[17]
- MT3337 (GPS)
- MT3336 (GPS)
- MT3333/MT3332 (2013) GPS/GLONASS/GALILEO/BEIDOU/QZSS, є першим у світі п'ять в одному мульти-GNSS, що підтримує супутникову навігаційну систему «Бейдоу».[18]
- MT3329 (GPS)
- MT3328 (GPS)
- MT3318 (GPS)

### IEEE 802.11
Як результат злиття з Ralink MediaTek додали до свого портфоліо продуктів контролери бездротового мережевого інтерфейсу для стандартів IEEE 802.11 та SoC з MIPS-процесорами.
- RT3883 включає MIPS 74KEc CPU й IEEE 802.11n-відповідний WNIC.
- RT6856 включає MIPS 34KEc CPU й IEEE 802.11ac-відповідний WNIC.